# Сливка Ігор Володимирович
І́гор Володи́мирович Сли́вка (нар. 23 березня 1977, Старий Порицьк — пом. 12 грудня 2014, Павлопіль) — український військовик, лейтенант міліції полку «Азов» Національної гвардії України, учасник російсько-української війни. Кавалер ордена «За мужність» III ступеня (посмертно).

## Життєпис
1994 року закінчив Павлівську ЗОШ, по тому — Горохівський радгосп-технікум. В коледжі зустрів супутницю життя Тетяну.
Учасник Революції Гідності, з побратимами із «Правого Сектора» проривав ряди «Беркута». Кулеметник, полк «Азов» — з початку вересня 2014-го.
12 грудня 2014-го в околицях Маріуполя поблизу села Павлопіль група дозору полку «Азов» та розвідники Збройних сил України виявили та знешкодили снайперську пару терористів і ДРГ, що влаштувала засідку. Автомобіль, у якому рухався Ігор Сливка, підірвався на встановленому терористами фугасі. Тоді ж загинув Ігор Бєлошицький.
Вдома лишилися дружина, два сини-близнюки Вадим і Володимир, 2014 року вступили до Горохівського коледжу. Похований в Горохові.

## Нагороди та вшанування
- Указом Президента України № 213/2015 від 9 квітня 2015 року, «за особисту мужність і високий професіоналізм, виявлені у захисті державного суверенітету та територіальної цілісності України, вірність військовій присязі», нагороджений орденом «За мужність» III ступеня (посмертно)[1].
- 11 червня 2015-го в Горохівському коледжі врочисто відкрито пам'ятну дошку честі Ігоря Сливки[2].
- Вшановується в меморіальному комплексі «Зала пам'яті», в щоденному ранковому церемоніалі 12 грудня[3][4].